# Tournoi de tennis Tokyo Cup
Ne pas confondre avec le tournoi de Tokyo Indoor ou le tournoi de tennis de Tokyo.
Le tournoi de tennis Tokyo Cup est un tournoi de tennis professionnel masculin et féminin du circuit WTA.
De 1978 à 1985, il est organisé chaque fin d'année avec uniquement un tableau de simple sur moquette en salle, sous l’appellation « Emeron Cup » puis « Lion's Cup ». Tournoi « exhibition », richement doté pour l'époque, seul quatre joueuses participent à la compétition. Avec trois succès, Chris Evert et Martina Navrátilová se partagent le record de victoires.
Le tournoi masculin, le « Tokyo Suntory Cup », a été disputé sur invitation sur moquette en salle de 1978 à 1986. Ce tournoi était disputé par les meilleurs joueurs mondiaux chaque année au mois d'avril. Bien que non recensé sur le site de l'ATP, il fut le théâtre, lors de l'édition 1983, du dernier tournoi disputé par Björn Borg avant sa retraite et de son dernier face-à-face officiel contre chacun de ses deux rivaux principaux John McEnroe et Jimmy Connors.

À la suite de la dernière édition du Tokyo Suntory Cup, le tournoi du Japon également appelé « Tokyo Outdoor » initialement joué au mois d'octobre (1979-1986), le remplace au calendrier du mois d'avril en adoptant de 1987 à 1993 un nom similaire : « Suntory Japan Open » créant un risque de confusion dans les palmarès des joueurs de tennis.   

## Palmarès dames
| No | Date       | Nom et lieu du tournoi   | Catégorie  | Dotation  | Surface         | Vainqueure          | Finaliste           | Score         |         |
| -- | ---------- | ------------------------ | ---------- | --------- | --------------- | ------------------- | ------------------- | ------------- | ------- |
| 1  | 16-12-1978 | Emeron Cup, Tokyo        |            | 200 000 $ | Moquette (int.) | Chris Evert         | Martina Navrátilová | 7-5, 6-2      | Tableau |
| 2  | 15-12-1979 | Emeron Cup, Tokyo        | Exhibition | 200 000 $ | Moquette (int.) | Tracy Austin        | Martina Navrátilová | 6-2, 6-1      | Tableau |
| 3  | 22-11-1980 | Lions Cup, Tokyo         | Exhibition | 200 000 $ | Moquette (int.) | Martina Navrátilová | Tracy Austin        | 6-4, 6-3      | Tableau |
| 4  | 21-11-1981 | Lion's Ladies Cup, Tokyo | Exhibition | 200 000 $ | Moquette (int.) | Martina Navrátilová | Chris Evert         | 6-3, 6-2      | Tableau |
| 5  | 15-11-1982 | Lion’s Cup, Tokyo        | Exhibition | NC        | Moquette (int.) | Chris Evert         | Andrea Jaeger       | 6-3, 6-2      | Tableau |
| 6  | 19-11-1983 | Lion’s Cup, Tokyo        | Exhibition | 100 000 $ | Moquette (int.) | Martina Navrátilová | Chris Evert         | 6-2, 6-2      | Tableau |
| 7  | 12-11-1984 | Lion’s Cup, Tokyo        |            | 200 000 $ | Moquette (int.) | Manuela Maleeva     | Hana Mandlíková     | 6-1, 1-6, 6-4 | Tableau |
| 8  | 11-11-1985 | Lion’s Cup, Tokyo        |            | 100 000 $ | Moquette (int.) | Chris Evert         | Manuela Maleeva     | 7-5, 6-0      | Tableau |

## Palmarès messieurs
| No | Date | Nom et lieu du tournoi   | Catégorie   | Dotation    | Surface         | Vainqueur     | Finaliste       | Score         |             |
| -- | ---- | ------------------------ | ----------- | ----------- | --------------- | ------------- | --------------- | ------------- | ----------- |
| 1  | 1978 | Tokyo Suntory Cup, Tokyo |             | NC $        | Moquette (int.) | Björn Borg    | Jimmy Connors   | 6-1, 6-2      |             |
|    | 1979 | Non disputé              | Non disputé | Non disputé | Non disputé     | Non disputé   | Non disputé     | Non disputé   | Non disputé |
| 2  | 1980 | Tokyo Suntory Cup, Tokyo |             | NC $        | Moquette (int.) | Jimmy Connors | John McEnroe    | 7-5, 6-3      |             |
| 3  | 1981 | Tokyo Suntory Cup, Tokyo |             | NC $        | Moquette (int.) | Jimmy Connors | John McEnroe    | 6-4, 7-6      |             |
| 4  | 1982 | Tokyo Suntory Cup, Tokyo |             | NC $        | Moquette (int.) | Björn Borg    | Guillermo Vilas | 6-1, 6-2      |             |
| 5  | 1983 | Tokyo Suntory Cup, Tokyo |             | NC $        | Moquette (int.) | Jimmy Connors | Björn Borg      | 6-3, 6-4      |             |
| 6  | 1984 | Tokyo Suntory Cup, Tokyo |             | NC $        | Moquette (int.) | Ivan Lendl    | John McEnroe    | 6-4, 3-6, 6-2 |             |
| 7  | 1985 | Tokyo Suntory Cup, Tokyo |             | NC $        | Moquette (int.) | Ivan Lendl    | John McEnroe    | 6-4, 6-2      |             |
| 8  | 1986 | Tokyo Suntory Cup, Tokyo |             | NC $        | Moquette (int.) | Jimmy Connors | Mats Wilander   | 6-4, 6-0      |             |